# Graham-Küste
Koordinaten: 66° S, 64° W
Die Graham-Küste ist ein Küstenabschnitt im Westen der Antarktischen Halbinsel, der zwischen dem Kap Renard und dem Kap Bellue im Grahamland liegt. Nördlich schließt sich die Danco-Küste an, südlich die Loubet-Küste.
Benannt ist sie nach James Robert George Graham (1792–1862), Erster Lord der britischen Admiralität zu der Zeit, als John Biscoe 1832 den Westen der Antarktischen Halbinsel erkundete.